# Cuco Martina
Rhu-endly Aurelio Jean-Carlo "Cuco" Martina, född 25 september 1989 i Rotterdam, Nederländerna, är en curaçaoisk professionell fotbollsspelare som spelar för Curaçaos landslag, där han är lagkapten. Han har tidigare spelat för bland annat Feyenoord, RBC Roosendaal, RKC Waalwijk, FC Twente och Southampton.

## Karriär
Den 17 juli 2017 värvades Martina av Everton, där han skrev på ett treårskontrakt. Den 17 augusti 2018 lånades Martina ut till Stoke City på ett låneavtal över säsongen 2018/2019. Den 31 januari 2019 blev Martina återkallad av Everton och samma dag blev han istället utlånad till Feyenoord på ett låneavtal över resten av säsongen 2018/2019. Den 25 juni 2020 meddelade Everton att Martina skulle lämna klubben i samband med att hans kontrakt gick ut i slutet av månaden.